# ماریو کورلتو
ماریو کورلتو (انگلیسی: Mario Curletto; ۱۳ سپتامبر ۱۹۳۵ – ۲۲ دسامبر ۲۰۰۴) ورزشکار شمشیربازی اهل ایتالیا بود.
وی در مسابقات کشوری و بین‌المللی در مجموع برندهٔ ۱ مدال نقره شده‌است.